# Wången (skola)

Hästnäringens Riksanläggning Wången, tidigare benämnd Travskolan Wången och Trav- och Galoppskolan Wången, ligger i Alsen, Krokoms kommun, Jämtlands län, invid Alsensjön och länsväg Z 666.

## Historik
Wången är en gård från medeltiden som efter det svenska övertagandet av Jämtland år 1645 blev överstelöjtnantsboställe för Jämtlands hästjägarkår. Fram till slutet av 1800-talet drevs gårdens jordbruk av militären.
Wångens hingstuppfödningsanstalt startades 1903 av de fyra nordliga hushållningssällskapen i syfte att rädda den nordsvenska brukshästen, som under 1800-talets senare del riskerade att avlas sönder. Wångens hundraåriga historia speglar också samhällsutvecklingen i stort. Motoriseringen av samhället innebar en snabb avhästning fram till modern tid då hästen blivit ett viktigt inslag i människors fritid. Den förändringen har samtidigt präglat Wångens utveckling och verksamhet, från hingstuppfödningsanstalt till att sedan 1997 vara ett nationellt utbildnings- och utvecklingscentrum för svensk travsport och Islandshäst.

## Wången idag
På Wången bedrivs idag utbildningar i form av gymnasieskola med riksintag med inriktning trav- respektive islandshäst, folkhögskola, kvalificerad yrkesutbildning, hovslagarutbildning, kuskutbildning för brukshästkörning och universitetsutbildningar i samarbete med SLU. Wången är också ett regionalt och nationellt hästcentrum för ridsport, islandshästtävlingar, bygdetrav, westernryttare samt för andra kurser och ungdomsverksamheter inom häst. Wången är en modern anläggning med bland annat stallar, smedja och skolhall för hovslageri, veterinärklinik, rid- och körhall, ovalbana och rakbana för islandshästtävlingar, 500 m backbana, 1 000 meters belyst travbana, skogsbanor, skrittmaskin, elevboende, wärdshus med restaurang, konferens, stugor, vandrarhem och hotell. Wången är en riksanläggning tillsammans med Ridskolan Strömsholm och Flyinge kungsgård under paraplyorganisationen Hästnäringens Nationella Stiftelse (HNS).